# Patrik Juhlin
Patrik Juhlin (Huddinge, 24 aprile 1970) è un ex hockeista su ghiaccio svedese.

## Palmarès

### Olimpiadi
- Oro a Lillehammer 1994.